# Kijima Amusement Park
Kijima Amusement Park est un parc d'attractions situé à Beppu, dans la préfecture d'Oita, au Japon.

## Attractions

### Montagnes russes

#### En fonction
| Nom de l'attraction | Type                               | Constructeur              | Année d'ouverture |
| ------------------- | ---------------------------------- | ------------------------- | ----------------- |
| Dragon              | Montagnes russes assises E-Powered | Zamperla                  | 1997              |
| Gold Rush           | Train de la mine                   | ?                         | -                 |
| Jupiter             | Montagnes russes en bois           | Intamin                   | 1992              |
| Roller Skater       | Montagnes russes assises           | Vekoma                    | 2000              |
| Super LS Coaster    | Montagnes russes assises           | Meisho Amusement Machines | 1983              |

#### Disparues
| Nom de l'attraction | Type                     | Constructeur | Année d'ouverture | Année de fermeture |
| ------------------- | ------------------------ | ------------ | ----------------- | ------------------ |
| Mini Coaster        | Montagnes russes assises | ?            | -                 | 1999               |

### Autres attractions
- Crazy Bus - Crazy Bus
- Go Carts - Course de karting
- Shooting Pirates - Parcours scénique interactif
- The Adventures of Ali Baba 4D - Cinéma 4-D
- The Sky Pallet Ferris wheel - Grande roue
- ? - Carrousel
- ? - Chaises volantes
- ? - Minigolf
- ? - Monorail
- ? - Tasses
- ? - Tour de chute